# 340省道 (江苏省)
340省道又名虞宁线，是江苏省南部的一条东西向省道，起点位于苏州市常熟虞山，终点则是南京市溧水区。

## 历史
1928年（民国17年），苏州至江阴段公路列入江苏省18条省道规划，规划的苏澄公路中的总里程为102.33（63.58英里）。其中江阴至无锡段于1933年之前有39.17（24.34英里）的路段完工，木渎至无锡51.16（31.79英里）的里程于1936年完工，苏州至木渎12（7.5英里）的里程于1935年完工。在当时苏澄路的路面以砖石、煤屑及弹石进行铺设。
1987年省政府对道路规划调整后，原先的苏澄公路获得编号为苏320，起点为鹿苑，终点为常州，途经常州杨舍、华士、云亭、江阴、龙虎塘等乡镇，设计总里程为77.4（48.1英里），其中交通管养路段长度为70.4（43.7英里）。而后设立的常溧公路获得编号为苏321，起点为常州，终点为溧水，途经凌家塘、卜弋、金坛、天王寺乡镇，设计总里程为96.6（60.0英里），其中交通管养路段长度为91.1（56.6英里）。

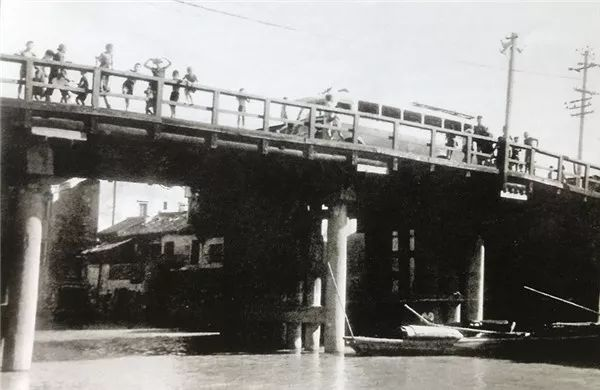
1959年拍摄的怀德桥，作为连接苏澄公路与常溧公路之间的怀德桥曾因运输能力无法满足省道的基本标准，后多次进行改建

2003年调整省道网后，将苏320和苏321以及连接两条公路的怀德桥进行连接，并对以上两条旧省道合并，编号改为S340，设计全长180.4（112.1英里），去除重复的16.2（10.1英里），实际里程数为164.2（102.0英里）。起点为张家港，终点为溧水，途经华士、新桥、云亭、夏港、璜土、龙虎塘、三井、凌家塘、卜弋、皇塘镇、金坛北、朱林、薛埠镇、石墩头、天王、东屏、溧水开发区等多个城镇。